# 莫兰
莫兰（法語：Maurrin，法語發音：[moʁɛ̃]）是法国朗德省的一个市镇，属于蒙德马桑区。

## 地理
莫兰（43°49'29"N, 0°22'21"W）面积13.38 平方千米，位于法国新阿基坦大区朗德省，该省份为法国西南部沿海省份，是法國本土面积第二大的省，北起吉倫特省，西临大西洋，南至大西洋比利牛斯省，东临热尔省，东北与洛特-加龍省接壤。
与莫兰接壤的市镇（或旧市镇、城区）包括：阿尔塔桑克斯、巴斯孔、卡斯唐代、阿杜尔河畔格勒纳德、皮若-勒普朗。

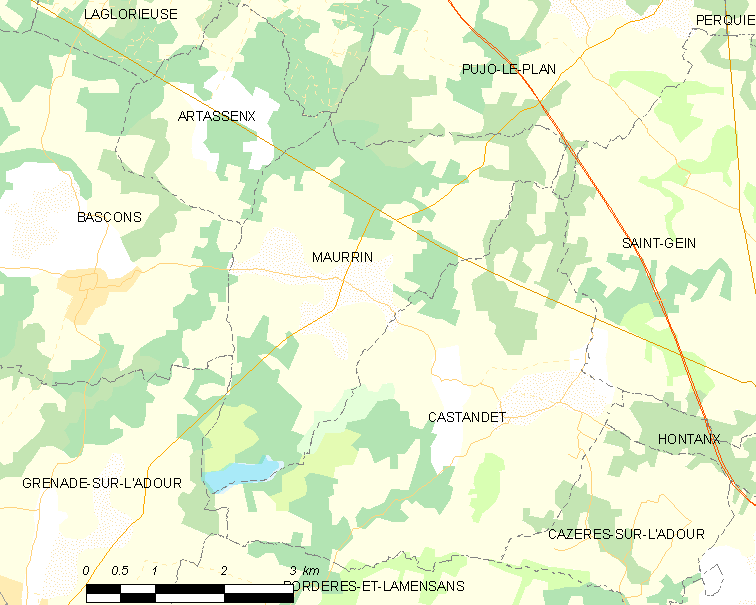
莫兰的OSM定位图

莫兰的时区为UTC+01:00、UTC+02:00（夏令时）。

## 行政
莫兰的邮政编码为40270，INSEE市镇编码为40175。

## 政治
莫兰所属的省级选区为阿杜尔-阿马尼亚克县。

## 人口

1962-2008年间莫兰人口变化图示

莫兰于2022年1月1日时的人口数量为457人。